# مراحل السعادة
مراحل السعادة هو مسلسل تلفزيوني عراقي عرض في عام 1995.

## الممثلون
- محسن العزاوي
- صادق الأطرقجي
- علي قاسم الملاك
- غازي القيسي
- قاسم السيد
- عدنان شلاش
- ليلى كوركيس
- مناف طالب
- أحلام عرب
- وفاء حسين
- سمر محمد
- نزار السامرائي